# Heliga Kyrillos och Methodios kyrka, Kačarevo
Heliga Kyrillos och Methodios kyrka är en serbisk-ortodox kyrkobyggnad belägen i byn Kačarevo i staden Pančevo, i provinsen Vojvodina i  norra Serbien.
Kyrkan är helgad åt missionärerna och helgonen Sankt Kyrillos och Sankt Methodios, som spred kristendomen bland de slaviska folken under 800-talet. Den tillhör Banats stift.

## Historik
På grund av att det var svårt att få plats för en kyrka i centrala Kačarevo fattades ett beslut om att köpa en tomt i byn. 1985 bildades därmed en kyrka i huset.
Senare togs initiativet att bygga en kyrka av församlingspräst Miroslav Vujić och 1989 invigdes grunden. Kyrkan började att byggas året efter och den invigdes till slut den 4 september 2005.

## Bilder

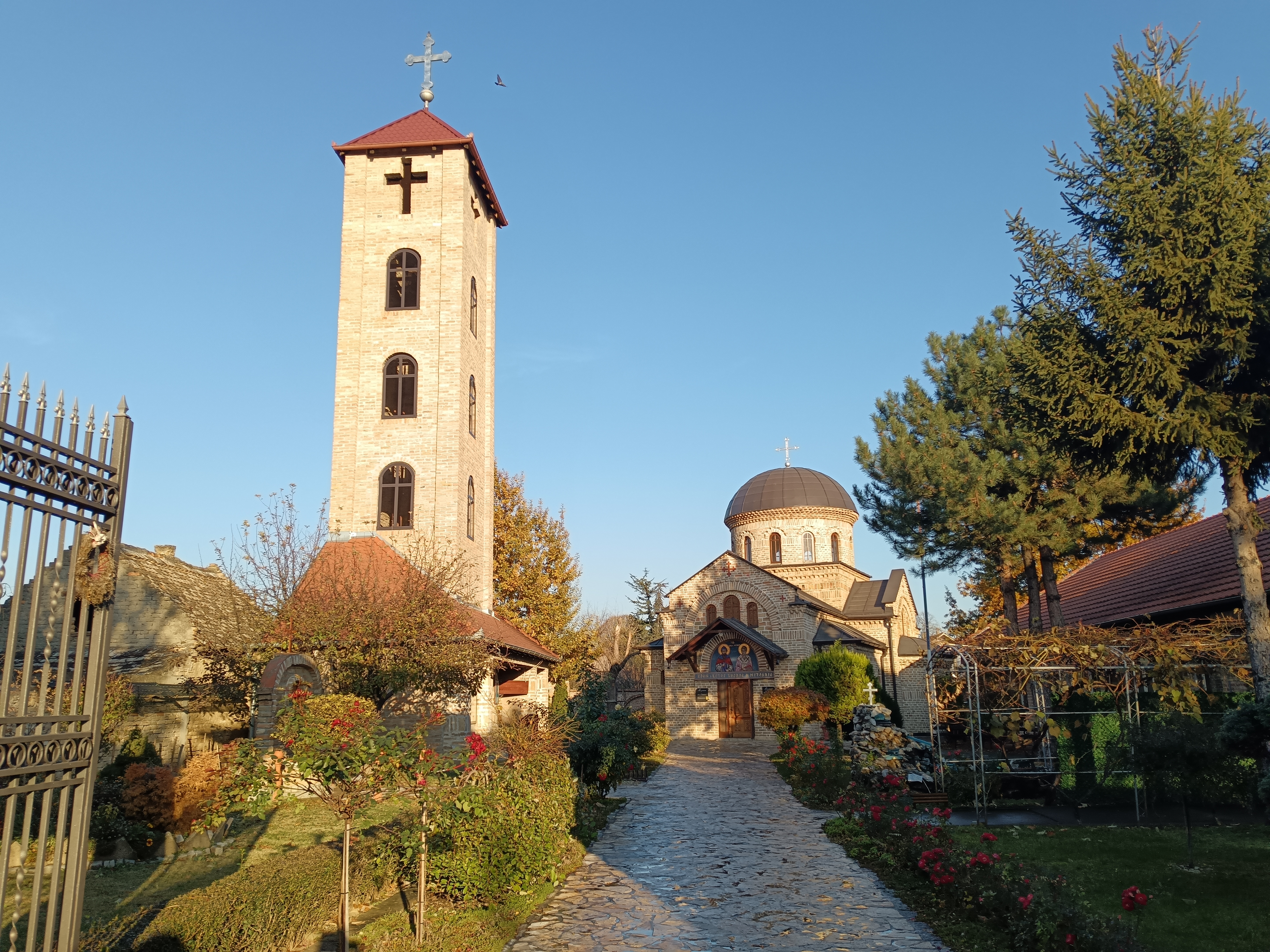
Kyrkan och klockstapeln.
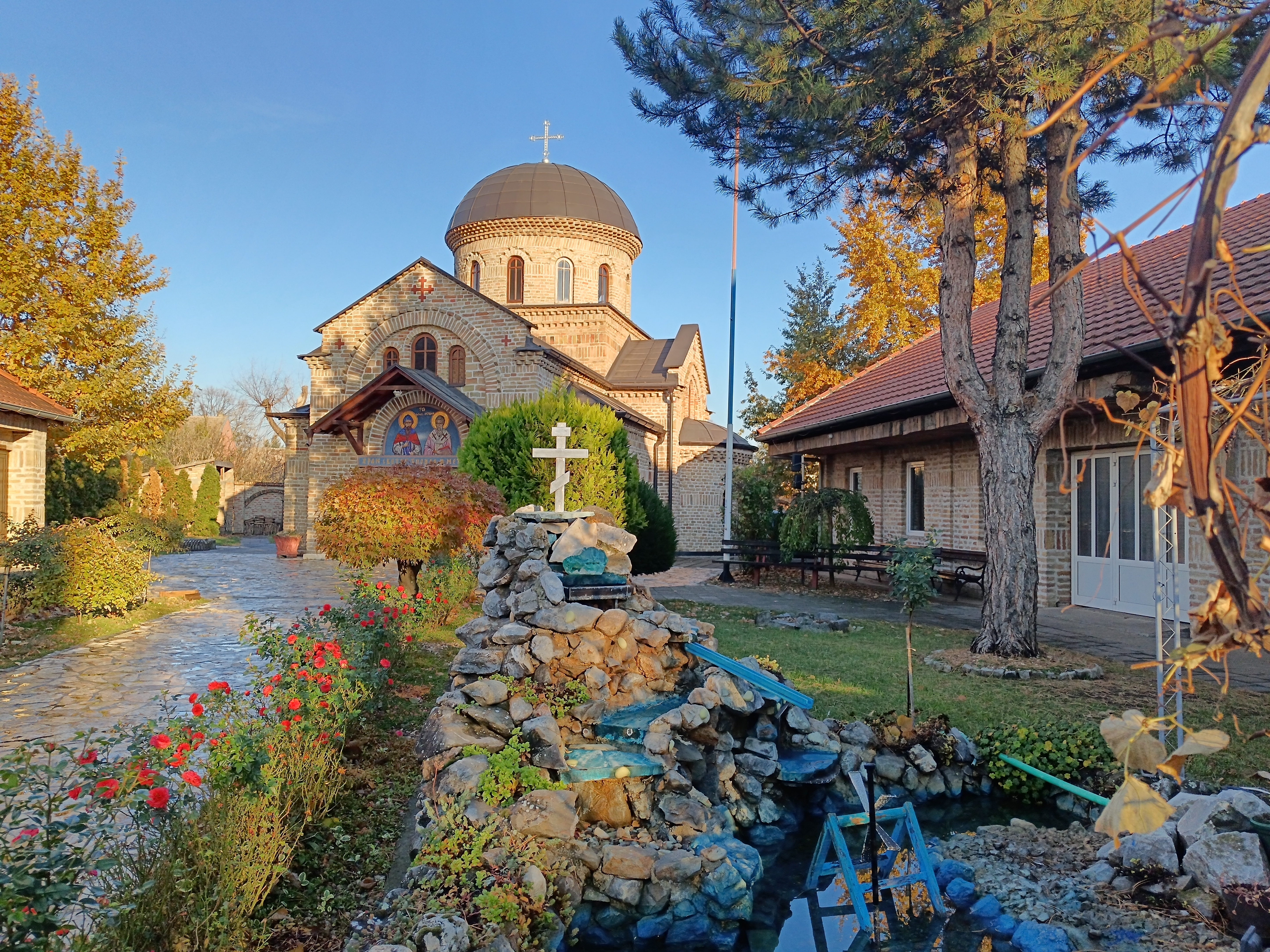
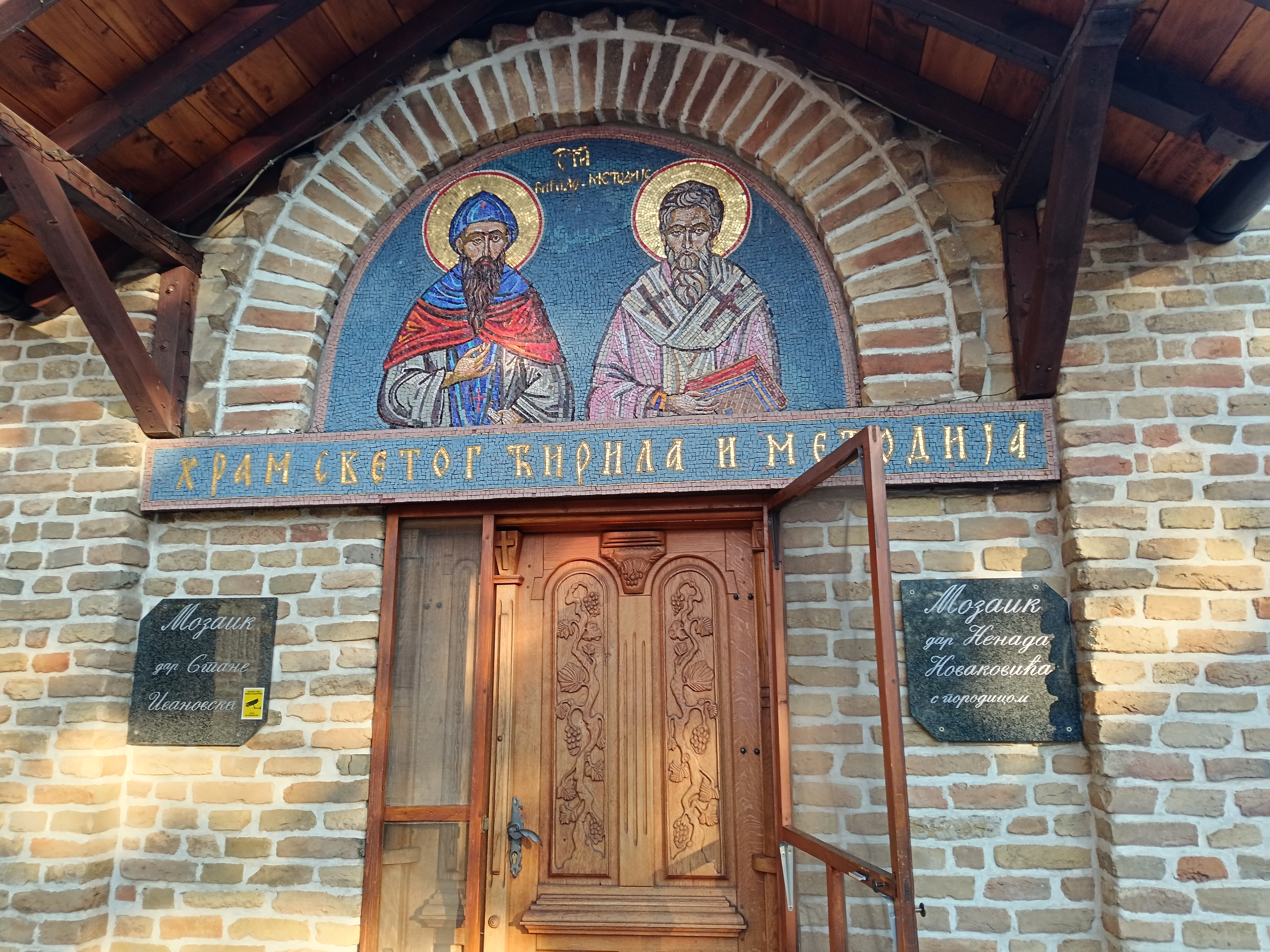
Kyrillos och Methodios avbildade ovanför entrén